# Zelominor
Zelominor Snazell & Murphy, 1997 è un genere di ragni appartenente alla famiglia Gnaphosidae.

## Distribuzione
Le 3 specie note di questo genere sono state reperite in Spagna, Portogallo e Algeria.

## Tassonomia
Non sono stati esaminati esemplari di questo genere dal 2011.
Attualmente, a gennaio 2016, si compone di 3 specie:
- Zelominor algarvensis Snazell & Murphy, 1997 — Portogallo, Spagna
- Zelominor algericus Snazell & Murphy, 1997 — Algeria
- Zelominor malagensis Snazell & Murphy, 1997[2] — Spagna